# Rudy Van Hoorde
Rudy Van Hoorde (Gent, 31 juli 1954) is een Belgisch filmmaker van voornamelijk documentaires. Hij maakte de meeste van zijn films naast zijn reguliere werk bij bpost, en wordt daarmee beschouwd als amateurcineast.
De documentaires van Van Hoorde hebben vaak een kunstenaar als onderwerp. Zo staat in De andere wereld van Germain Janssens (1983) de beeldhouwer Germain Janssens centraal, terwijl in Liefde voor schoonheid (2009) een portret wordt geschetst van beeldhouwer Firmin De Vos.
Van Hoorde is gemiddeld twee jaar bezig met het produceren van één film. De meeste werkzaamheden, zoals scenario, teksten, filmwerk en montage, voert hij zelf uit.

## Prijzen
Van Hoorde won in 1991 een gouden medaille op het Benelux Filmfestival in Oostende voor zijn film De Heilige Drievuldigheid, over de Gentse kunstenaar Eric Meuleman. Tevens ontving hij op datzelfde festival de eerste prijs in de categorie fantasiefilms. Tijdens de festivaleditie van 1995 haalde Van Hoorde opnieuw enkele prijzen binnen, ditmaal voor de film Het andere Ik. In deze film staat de Gentse kunstenaar Achiel Pauwels centraal.
In 2008 volgde op het Euro-Filmfestival een hoofdprijs voor de film  Een ruimte voor Dromen.

## Filmografie
- Stille Trots (1982)
- De andere wereld van Germain Janssens (1983)
- Geschichten aus dem Schwarzwald (1984)
- Als de Ziele luistert (1986)
- In het Spoor van Jumeau (1988)
- De Heilige Drievuldigheid (1991)
- Het andere Ik (1994)
- Playtime (1996)
- Het zilverlicht van Engadin (2002)
- Het afscheid (2004)
- Een ruimte voor Dromen (2005)
- Versteende stilte (2006)
- Liefde voor Schoonheid (2009)